# Leptolebias splendens
Leptolebias splendens es un pez de la familia de los rivulinos.

## Morfología
Los machos pueden alcanzar los 3 cm de longitud total.

## Distribución geográfica
Se encuentra en los alrededores de Río de Janeiro, en Brasil.